# Adelia obovata
Adelia obovata är en törelväxtart som beskrevs av Ira Loren Wiggins och Reed Clark Rollins. Adelia obovata ingår i släktet Adelia och familjen törelväxter. Inga underarter finns listade i Catalogue of Life.